# Maison H.-Vincent-Meredith
La maison H.-Vincent-Meredith, dite Ardvarna (aussi connue sous les noms de maison Andrew-Allan, maison Isabella-Brenda-Allan et maison Lady-Meredith (Université McGill)), est une maison bourgeoise située dans le quartier du Mille carré doré à Montréal au Canada. Elle fut successivement la résidence d'Andrew Allan de 1894  à 1906, puis de Sir Henry Vincent Meredith, 1er baronnet de Montréal et son épouse, Isabella Brenda Allan, de 1906 à 1942,. De 1942 à 1975, l’édifice fut la propriété de l’hôpital Royal Victoria qui l’utilisa comme résidence d’infirmières,,. Depuis 1975, cette maison bourgeoise est la propriété de l’Institution royale pour l'avancement des sciences de l’université McGill,.
Construite en 1894, cette résidence fut conçue et réalisée par les architectes Edward et William Sutherland Maxwell dans le style Queen Anne en suivant les principes de l'architecture victorienne,,,. La maison fait partie du domaine d'Ardvarna qui comprend également le quartier des domestiques, l'écurie et le jardin.
Ce domaine fait l’objet de quelques mesures de protection. Il fut reconnu par la Ville de Montréal en 1987 et par le gouvernement du Québec en 2005 comme une partie intégrante du « site patrimonial du Mont-Royal ». Le 16 novembre 1990, la résidence fut déclarée lieu historique national du Canada par la commission des lieux et monuments historiques du Canada. Le domaine fut également déclaré être intégré au « secteur de valeur patrimoniale exceptionnelle Mille carré doré » par la Ville en 2004.

## Localisation
La maison H.-Vincent-Meredith est située au 1110 avenue des Pins Ouest dans le quartier du Mille carré doré de l’arrondissement Ville-Marie de la Ville de Montréal. Elle est localisée à environ 3,5 km du Vieux-Montréal. Le site est desservi par les autobus no  107 Verdun et no  144 Av. des Pins. 
La maison se trouve plus précisément sur le versant sud-est du mont Royal et elle est située en haut de la rue Peel.

## Historique
| Années | Étapes de construction                                            | Architectes                                      | Entrepreneurs          |
| ------ | ----------------------------------------------------------------- | ------------------------------------------------ | ---------------------- |
| 1894   | Construction,                                                     | Edward et William Sutherland Maxwell,            |                        |
| 1902   | Construction d’une écurie et d’un logement                        | Robert Findlay                                   | McArthur & Sons        |
| 1906   | Construction de la maison à l’arrière de la résidence principale, | Edward et William Sutherland Maxwell,            | Amos Cowen & Co,.      |
| 1914   | Construction de l’aile ouest de la résidence                      | Edward et William Sutherland Maxwell             |                        |
| 1930   | Aménagement d’un logement pour le chauffeur                       | William Sutherland Maxwell & Gordon McLeod Pitts | Jos. Thomas & Co. Ltd. |
| 1932   | Modifications intérieures                                         | William Sutherland Maxwell & Gordon McLeod Pitts | John Quinlan Co.       |
| 1933   | Construction d’une serre                                          |                                                  | Lord & Burnham Co.     |

## Maison
La maison fait partie du domaine d'Ardvarna qui comprend également le quartier des domestiques, l'écurie et le jardin. Ce domaine fait l'objet de quelques mesures de protection.  Le 15 décembre 1987, la Ville de Montréal déclara par règlement une zone délimitée du mont Royal incluant le domaine Ardvarna de « site patrimonial du Mont-Royal »,.
Le 16 novembre 1990, la résidence fut déclarée lieu historique national du Canada par la commission des lieux et monuments historiques du Canada,. 
Le 10 décembre 2004, la Ville de Montréal a déclaré par règlement une zone délimitée incluant le domaine Ardvarna de « secteur de valeur patrimoniale exceptionnelle Mille carré doré ».
Le 9 mars 2005, le gouvernement du Québec déclara par  décret une zone délimitée du mont Royal, qui inclut également le domaine Ardvarna, de « site patrimonial du Mont-Royal »,,.